# Vallensbæk Station
Vallensbæk Station er en S-togs-station på Køge Bugt-banen, der ligger i den københavnske forstad Vallensbæk. Den ligger på grænsen mellem takstzonerne 44 og 55. Stationen blev indviet af Dronning Margrethe 2. den 1. oktober 1972 i forbindelse med åbningen af Køge Bugt-banen. Den var endestation for banen frem til den 26. september 1976, da banen blev forlænget til den nyåbnede Hundige Station.
Stationen ligger på en dæmning og består af to spor med en delvist overdækket perron imellem. I den østlige er der en stationsbygning, der er delvist indbygget i banedæmningen, med trappehus, gennemgang og 7-Eleven. Syd for ligger der en plads ved Vallensbæk Centervej med parkeringspladser og busstoppesteder. Nord for ligger Vallensbæk Stationstorv med flere butikker ved siden af Vallensbæk Rådhus. I den vestlige ende af stationen er der en trappe mellem to broer for banen over Søndre Ringvej.
I efteråret 2025 kommer der til at åbne en åbne en letbanestation på Hovedstadens Letbane på Søndre Ringvej lige nord for broerne. Stationen kommer til at bestå af to spor med hver sin perron og kommer til at ligge på den østlige side af vejen, omtrent ved linje 300S' nuværende stoppested. Umiddelbart nord for stationen kommer letbanen til at skrå over vejen, før den fortsætter videre mod nord på den vestlige side.

## Galleri
- Indgang fra Vallensbæk Stationstorv.
- Gennemgang med videoinstallation på væggen til højre.
- Overdækket del af perron.
- Læskur på perronen.
- Stationsskilt overfor Vallensbæk Rådhus.
- Anlægsarbejder til letbanestationen i februar 2024.

## Antal rejsende
Ifølge Østtællingen var udviklingen i antallet af dagligt afrejsende med S-tog:
| År   | Antal | År   | Antal | År   | Antal | År   | Antal |
| ---- | ----- | ---- | ----- | ---- | ----- | ---- | ----- |
| 1957 | -     | 1974 | 4.337 | 1991 | 2.290 | 2001 | 2.316 |
| 1960 | -     | 1975 | 4.476 | 1992 | 2.255 | 2002 | 2.316 |
| 1962 | -     | 1977 | 1.403 | 1993 | 2.223 | 2003 | 2.227 |
| 1964 | -     | 1979 | 2.342 | 1995 | 2.368 | 2004 | 2.531 |
| 1966 | -     | 1981 | 2.702 | 1996 | 2.315 | 2005 | 2.247 |
| 1968 | -     | 1984 | 2.665 | 1997 | 2.201 | 2006 | 2.068 |
| 1970 | -     | 1987 | 2.386 | 1998 | 2.148 | 2007 | 2.300 |
| 1972 | 3.821 | 1990 | 2.378 | 2000 | 2.231 | 2008 | 2.212 |